# إدوارد كروذر (سياسي)
إدوارد كروذر هو سياسي أسترالي، ولد في 3 أكتوبر 1843، وتوفي في 9 أغسطس 1931. نشط حزبياً في حزب التجارة الحرة. وقد انتخب عضو مجلس نواب تسمانيا ‏.